# Filmski festival v Cannesu
Filmski festival v Cannesu je mednarodni filmski festival, ki velja za enega izmed najpomembnejših in najbolj znanih na svetu. Spada v skupino najprestižnejših festivalov, skupaj s festivaloma v Berlinu in Benetkah. V času pred drugo svetovno vojno sta ga prvič priredila francoski šolski minister Jean Zay in zgodovinar Albert Sarraut. Festival poteka vsako leto meseca maja v palači Palais des Festival et des Congrès ter traja dvanajst dni. Najpomembnejša nagrada festivala je zlata palma, ki je podeljena najboljšemu celovečernemu filmu.

## Zgodovina
Canski filmski festival izvira iz filmskega festivala v Benetkah. Ta je bil prvič izveden že leta 1932 in je bil organiziran z namenom nacistične in fašistične propagande. Francija se je zato namesto sodelovanja odločila za svoj festival. Prvič je bil organiziran leta 1939, a zaradi izbruha vojne ni prišel dlje od slavnostne otvoritve. Prvi pravi festival je bil organiziran leta 1946 pod imenom Festival International du Film.
Festival je večino svoje moderne podobe razvijal vse do devetdesetih let dvajsetega stoletja. Najprej so nastali nagrada zlata palma leta 1955 in mednarodni teden kritike leta 1962. Sedem let kasneje so z namenom, da bi se na festivalu lahko predvajali tudi tuji filmi neznanih režiserjev ustanovili združenje režiserjev ter mednarodno organizacijo filmskih kritikov.
V osemdesetih letih sta nastala nagrada zlata kamera ter tekmovanje Un Certain Regard, ki sta festival odprla mladim filmskim debitantom, študentom in filmom na robu distribucije. Leta 1987 je bila pred palačo prvič postavljena znamenita rdeča preproga za poziranje fotografom.
Kot zadnji del uradnega tekmovalnega programa je bil leta 1998 ustanovljen Cinéfondation. Leta 2002 se je festival uradno poimenoval filmski festival v Cannesu (Festival de Cannes).

## Tekmovalni programi in nagrade
Filmski festival ima več tekmovalnih programov. Deli se na uradni tekmovalni program, paralelno sekcijo ter ostale dogodke, kot so razstave in delavnice. Na festivalu se vsako leto sestavi nova mednarodna žirija, katere člani so delavci iz filmske industrije. Žirija podeli mnogo nagrad, najpomembnejša med njimi je zlata palma. Druge nagrade za katere se potegujejo celovečerni filmi so: velika nagrada žirije, posebna nagrada žirije, nagrada za najboljšo žensko in moško vlogo, nagrada za najboljšega režiserja ter najboljši scenarij. 
V glavni tekmovalni program spadajo še tekmovanje za najboljši kratki film, tekmovanje študentskih filmov Cinéfondation ter tekmovanje Un Certain Regard.
V paralelno sekcijo festivala spadajo nagrade, ki jih podelijo različne mednarodne organizacije in ustanove. Je netekmovalni program, namenjen odkrivanju različnih vidikov in talentov filmske industrije iz celega sveta. Med drugim je podeljena nagrada mednarodne organizacije filmskih kritikov. Od leta 1978 naprej je v tem sklopu podeljena nagrada zlata kamera za najboljši prvi film. Dobitnika določi posebna žirija, sestavljena iz vseh treh organizatorjev (vodje festivala, režiserjev in kritikov).

## Zlata palma
Zlata palma je nagrada, dodeljena najboljšemu celovečernemu filmu. Zlato palmo so prvič podelili leta 1955. Do takrat se je ta najpomembnejša nagrada imenovala velika nagrada mednarodnega filmskega festivala. Nagrado lahko prejmeta dva filma hkrati, kar se je nazadnje zgodilo leta 1997.
Glavne nagrade do danes še ni osvojil noben slovenski režiser. V tekmovalnem programu je bil slovenski film zastopan s filmom Zdravka Barišiča Balkanska ruleta leta 1998. Od režiserjev iz nekdanje skupne države pa je najuspešnejši Emir Kusturica, ki je zlato palmo osvojil dvakrat: leta 1985 s filmom Oče na službenem potovanju ter leta 1995 s filmom Podzemlje. Leta 2005 je Kusturica še predsedoval glavni žiriji festivala.
V letu 2014 sta se na festivalu predstavila Vinko Möderndorfer s filmom Inferno ter Sanja Prosenc s filmom Drevo.
| Leto | Zlata palma                  | Režiser                                             | Država                                                                   |
| ---- | ---------------------------- | --------------------------------------------------- | ------------------------------------------------------------------------ |
| 2025 | Preprosta nesreča            | Džafar Panahi                                       | Iran/Francija/Luksemburg                                                 |
| 2024 | Anora                        | Sean Baker                                          | ZDA                                                                      |
| 2023 | Anatomija padca              | Justine Triet                                       | Francija                                                                 |
| 2022 | Trikotnik žalosti            | Ruben Östlund                                       | Švedska                                                                  |
| 2021 | Titane                       | Julia Ducournau                                     | Francija/Belgija                                                         |
| 2019 | Parazit                      | Bong Džun-ho                                        | Južna Koreja                                                             |
| 2018 | Tatiči                       | Hirokazu Kore-eda                                   | Japonska                                                                 |
| 2017 | Kvadrat                      | Ruben Östlund                                       | Švedska/Nemčija/Francija/Danska                                          |
| 2016 | Jaz, Daniel Blake            | Ken Loach                                           | Združeno kraljestvo/Francija                                             |
| 2015 | Dheepan                      | Jacques Audiard                                     | Francija                                                                 |
| 2014 | Zimsko spanje                | Nuri Bilge Ceylan                                   | Turčija                                                                  |
| 2013 | Adelino življenje            | Abdellatif Kechiche/Adèle Exarchopoulos/Léa Seydoux | Francija/Belgija/Španija                                                 |
| 2012 | Ljubezen                     | Michael Haneke                                      | Francija/Avstrija/Nemčija                                                |
| 2011 | Drevo življenja              | Terrence Malick                                     | ZDA                                                                      |
| 2010 | Stric Boonmee se spominja    | Apichatpong Weerasethakul                           | Tajska                                                                   |
| 2009 | Beli trak                    | Michael Haneke                                      | Avstrija/Francija/Nemčija/Italija                                        |
| 2008 | Razred                       | Laurent Cantet                                      | Francija                                                                 |
| 2007 | 4 meseci, 3 tedni in 2 dneva | Cristian Mungiu                                     | Romunija                                                                 |
| 2006 | Veter, ki trese ječmen       | Ken Loach                                           | Irska/Združeno kraljestvo/Nemčija/Italija Španija/Francija/Belgija/Švica |
| 2005 | Otrok                        | Luc & Jean-Pierre Dardenne                          | Belgija                                                                  |
| 2004 | Fahrenheit 9/11              | Michael Moore                                       | ZDA                                                                      |
| 2003 | Slon                         | Gus Van Sant                                        | ZDA                                                                      |
| 2002 | Pianist                      | Roman Polanski                                      | ZDA                                                                      |
| 2001 | Sinova soba                  | Nanni Moretti                                       | Italija                                                                  |
| 2000 | Plesalka v temi              | Lars von Trier                                      | Danska                                                                   |
| 1999 | Rosetta                      | Luc & Jean-Pierre Dardenne                          | Belgija                                                                  |
| 1998 | Večnost in dan               | Theo Angelopoulos                                   | Grčija                                                                   |
| 1997 | Okus češnje                  | Abbas Kiarostami                                    | Iran                                                                     |
| 1997 | Jegulja                      | Šohei Imamura                                       | Japonska                                                                 |
| 1996 | Skrivnosti in laži           | Mike Leigh                                          | Združeno kraljestvo                                                      |
| 1995 | Podzemlje                    | Emir Kusturica                                      | Jugoslavija                                                              |
| 1994 | Šund                         | Quentin Tarantino                                   | ZDA                                                                      |
| 1993 | Zbogom, konkubina            | Chen Kaige                                          | Hong Kong                                                                |
| 1993 | Klavir                       | Jane Campion                                        | Nova Zelandija                                                           |
| 1992 | Najboljši nameni             | Bille August                                        | Švedska                                                                  |
| 1991 | Barton Fink                  | Ethan in Joel Coen                                  | ZDA                                                                      |
| 1990 | Divji v srcu                 | David Lynch                                         | ZDA                                                                      |
| 1989 | Seks, laži in videotrakovi   | Steven Soderbergh                                   | ZDA                                                                      |
| 1988 | Pele Osvajalec               | Bille August                                        | Švedska                                                                  |
| 1987 | Satanovo sonce               | Maurice Pialat                                      | Francija                                                                 |
| 1986 | Misija                       | Roland Joffé                                        | Združeno kraljestvo                                                      |
| 1985 | Oče na službenem potovanju   | Emir Kusturica                                      | Jugoslavija                                                              |
| 1984 | Pariz, Teksas                | Wim Wenders                                         | Nemčija                                                                  |
| 1983 | Balada o Narayami            | Šohei Imamura                                       | Japonska                                                                 |
| 1982 | Pogrešan                     | Constantin Costa-Gavras                             | ZDA                                                                      |
| 1982 | Pot                          | Serif Gören/Yilmaz Güney                            | Turčija                                                                  |
| 1981 | Človek iz železa             | Andrzej Wajda                                       | Poljska                                                                  |
| 1980 | Ves ta jazz                  | Bob Fosse                                           | ZDA                                                                      |
| 1980 | Bojevnikova senca            | Akira Kurosawa                                      | Japonska                                                                 |
| 1979 | Apokalipsa zdaj              | Francis Ford Coppola                                | ZDA                                                                      |
| 1979 | Pločevinasti boben           | Volker Schlöndorff                                  | Nemčija                                                                  |
| 1978 | Drevo cokel                  | Ermanno Olmi                                        | Italija                                                                  |
| 1977 | Moj oče, moj gospod          | Paolo Taviani                                       | Italija                                                                  |
| 1976 | Taksist                      | Martin Scorsese                                     | ZDA                                                                      |
| 1975 | Kronika žarečih let          | Mohammed Lakhdar-Hamina                             | Alžirija                                                                 |
| 1963 | Leopard                      | Luchino Visconti                                    | Italija                                                                  |
| 1962 | O pagador de promessas       | Anselmo Duarte                                      | Brazilija                                                                |
| 1961 | Viridiana                    | Luis Bunuel                                         | Španija                                                                  |
| 1961 | Tudi po letu dni             | Henri Colpi                                         | Švica                                                                    |
| 1960 | Sladko življenje             | Federico Fellini                                    | Italija                                                                  |
| 1959 | Črni Orfej                   | Marcel Camus                                        | Francija/Brazilija                                                       |
| 1958 | Letijo žerjavi               | Mihail Kalatozov                                    | Sovjetska zveza                                                          |
| 1957 | Vabljiva skušnjava           | William Wyler                                       | ZDA                                                                      |
| 1956 | Nemi svet                    | Jacques-Yves Cousteau/Louis Malle                   | Francija                                                                 |
| 1955 | Marty                        | Delbert Mann                                        | ZDA                                                                      |